# Eins, zwei, Pie – Wer die Wahl hat, hat die Qual
Eins, zwei, Pie – Wer die Wahl hat, hat die Qual ist eine amerikanische Filmkomödie aus dem Jahr 2000. Regie führte Michael Davis, von dem auch das Drehbuch stammt.

## Handlung
Freshman Matthew begegnet im Aufzug des Wohnheimes seines Colleges einem Mädchen. Bevor er sie, hinter dem Stapel Wäsche, den sie trägt, zu sehen bekommt, gibt es einen Stromausfall. Der Aufzug bleibt stecken und im Dunkeln kommen sich die beiden näher und verbringen heiße Stunden miteinander. Später trennen sich ihre Wege wieder, ohne dass Matthew erfährt, wer das Mädchen war, die er zu seiner Traumfrau auserkoren hat. Ihm bleibt nur ihr Höschen als Andenken.
Da er das Mädchen unbedingt wieder sehen möchte, beginnt für ihn nun die Suche nach ihr. Kein einfaches Unterfangen, leben im Verbindungshaus der Mädchen doch rund 100 junge Frauen, unter denen es die richtige zu finden gilt. Doch auch Matthew ist mit allen Wassern gewaschen und lässt nichts unversucht, seine Eine unter all den Damen zu finden. Bei seiner Odyssee begegnen ihm die unterschiedlichsten Frauentypen und er muss sich mit einem eifersüchtigen Exfreund, einer feministischen Lehrerin, seinem scheinbar frauenhassenden Kumpel und Mitbewohner, sowie allerhand anderen Widrigkeiten herumschlagen, bis er seine Liebste am Ende doch noch findet.

## Wissenswertes
- Der Film entstand frei nach dem Roman Youth in Revolt von C. D. Payne.
- 2002 drehte Michael Davis einen Film mit ähnlicher Handlung, Girl Fever (DVD-Titel 100 Women).

## Kritiken
- Das Lexikon des internationalen Films bezeichnete den Film als eine „Aneinanderreihung pubertär-zotiger Späße und Sprüche“. Er sei „peinlich-dumm“, seine Witze seien „menschenverachtend“, die Inszenierung und die Darstellungen „schlecht“.[1]
- „Grundsympathische Teenagerkomödie der neuen Hollywood-Schule, welche weitgehend ohne gängige Geschmackslosigkeiten oder Verbalgrobheiten ein beträchtliches Maß an Originalität, Erotik und Unterhaltungsqualität erzielt. Jonathan Tucker gibt den vielleicht etwas allzu kuscheligen Helden, der es mit Katherine Heigl, Jaime Pressly und Larisa Oleynik zu tun bekommt.“ (Videowoche)